# Wienerfilharmonikernas nyårskonsert 2004
Wienerfilharmonikernas nyårskonsert 2004 räknas som den 64:e nyårskonserten från Wien och ägde rum den 1 januari 2004 i Wiens Musikverein. Dirigent var för fjärde gången Riccardo Muti. I årets konsert återfanns sju kompositioner som aldrig tidigare spelats, särskilt då verk av Johann Strauss den äldre som föddes för 200 år sedan.

## Historia
Strikt räknat var det Wienerfilharmonikernas 59:e nyårskonsert, eftersom det inte var förrän 1946 som namnet introducerades. Dessutom var det den 65:e Årsskifteskonserten, då det vid årsskiftet 1939/40 gavs en Außerordentliches Konzert (extraordinär konsert) av Wienerfilharmonikerna, som dock ägde rum på nyårsafton 1939. Från 1941 dirigerades nyårskonserten av Clemens Krauss, med undantag för åren 1946 och 1947 då Krauss förbjöds att dirigera på grund av sin närhet till nazistregimen och ersattes av Strausspecialisten Josef Krips.
Efter Clemens Krauss död 1955 följde Willi Boskovsky, konsertmästare i Wienerfilharmonikerna, som dirigerade konserten 25 gånger i rad. Från 1980 till 1986 följde sju konserter med dirigenten Lorin Maazel, som tjänstgjorde som chef för Wiener Staatsoper från 1982 till 1984. Därefter beslutade Wienerfilharmonikerna att bjuda in en ny dirigent varje år.
Som har varit fallet varje år sedan 1980 var blomsterdekorationerna en gåva från den italienska staden San Remo.

## Program

### 1:a delen
- Johann Strauss den yngre: Es war so wunderschön, Marsch, op. 467*
- Johann Strauss den äldre: Sperl-Polka, op. 133
- Johann Strauss den äldre: Philomelen-Walzer, op. 82* **
- Johann Strauss den äldre: Frederica-Polka, op. 239*
- Johann Strauss den äldre: Cachucha-Galopp, op. 97
- Joseph Lanner: Hofballtänze,Vals, op. 161
- Joseph Lanner: Tarantel-Galopp, op. 125*

### 2:a delen
- Johann Strauss den yngre: Ouvertyr till operetten Das Spitzentuch der Königin
- Johann Strauss den yngre: Zigeunerin-Quadrille, op. 24* **
- Johann Strauss den yngre: Accelerationen, Vals, op. 234
- Johann Strauss den yngre: Satanella-Polka, op. 124*
- Josef Strauss: Eislauf-Polka, Polka schnell, op. 261**
- Johann Strauss den yngre: Klänge der Heimat, Csárdás ur operetten Die Fledermaus, o. op. (Orkesterversion)
- Eduard Strauss: Mit Vergnügen, Polka schnell, op. 228
- Josef Strauss: Stiefmütterchen, Polka mazur, op. 183*
- Johann Strauss den yngre: Champagner-Polka, musikalischer Scherz, op. 211
- Josef Strauss: Sphärenklänge, Vals, op. 235
- Johann Strauss den yngre: Im Sturmschritt, Polka schnell, op. 348

### Extranummer
- Johann Strauss den äldre: Indianer-Galopp, op. 111
- Johann Strauss den yngre: An der schönen blauen Donau, Vals, op. 314
- Johann Strauss den äldre: Radetzkymarsch, op. 228

Verkförteckningen och verkens ordning finns på Wienerfilharmonikernas webbplats.
Verk markerade med * spelades för första gången vid en nyårskonsert.
Verken markerade med ** har felaktigt angetts i programmet (skriv- eller tryckfel): Eislauf-Polka komponerades av Josef Strauss, men står i programmet som om den skrevs av Strauss den äldre; på ORF angav texten också felaktigt "Johann Strauss" som kompositör – medan TV-kommentatorn korrekt nämnde kompositören Josef Strauss. Valsen  Philomelen kallades felaktigt Philomenen, och Zigeunerin-Quadrille noterades också felaktigt.

## Balettinslag
Boris Eifman, som redan förra året var gästade nyårskonserten med Kirovbaletten, ansvarade för koreografin till de två verk som dansades live i Palais Liechtenstein av baletten vid Wiener Staatsoper – Accelerationen-Walzer och Champagner-Polka. Den "amerikansk-kubanska stjärndansaren" (citat ORF) José Manuel Carreno, solist vid American Ballet Theatre i New York debuterade. Kostymerna tillhandahölls återigen av Johan Engels.
Bilder från Hofburg visades till Joseph Lanners Hofball-Tänzen och i enlighet med "Europeiska året för utbildning genom idrott" spelades också ett skridskonummer in till musiken till Josef Strauss Eislauf-Polka, som uttryckte glädjen i denna sport.

## Pausfilm
Under pausen visades en film om "Österrikes skatter". I Treasures of Austria av Felix Breisach visades många platser och landskap i Österrike, vilka är uppsatta på UNESCO:s Världsarvslista. För respektive teman betonade musiken det som förknippas med platserna.

## Radio- och TV-sändningar
Nyårskonserten sändes också på radio och tv i Dolby Digital 5.1 och i 16: 9-format över hela världen och kunde ses i mer än 40 länder. ORF:s samproduktion med ZDF och den japanska TV-kanalen NHK producerades i samarbete med Euro1080. Euro1080 var Europas första HDTV-station, vars "EventChannel" började sända den 1 januari 2004 med sändningen av nyårskonserten. Sedan 2013 finns Euro1080 eller dess efterföljare inte längre på marknaden.
Nyårskonserten sändes bland annat i Australien, Kina, Ryssland, Taiwan, Indien, USA och Japan.

## Inspelningar
Inspelningen av konserten var ett av de mest sålda albumen 2004 i Österrike. CD:n var tillgänglig från 7 januari, DVD:n från 19 januari.

## Weblänkar
- Nyårskonserten 2004 på wienerphilharmoniker.at
- Wienerfilharmonikernas nyårskonsert 2004 på Youtube